# Igreja de Santa Eulália do Mosteiro de Arnoso

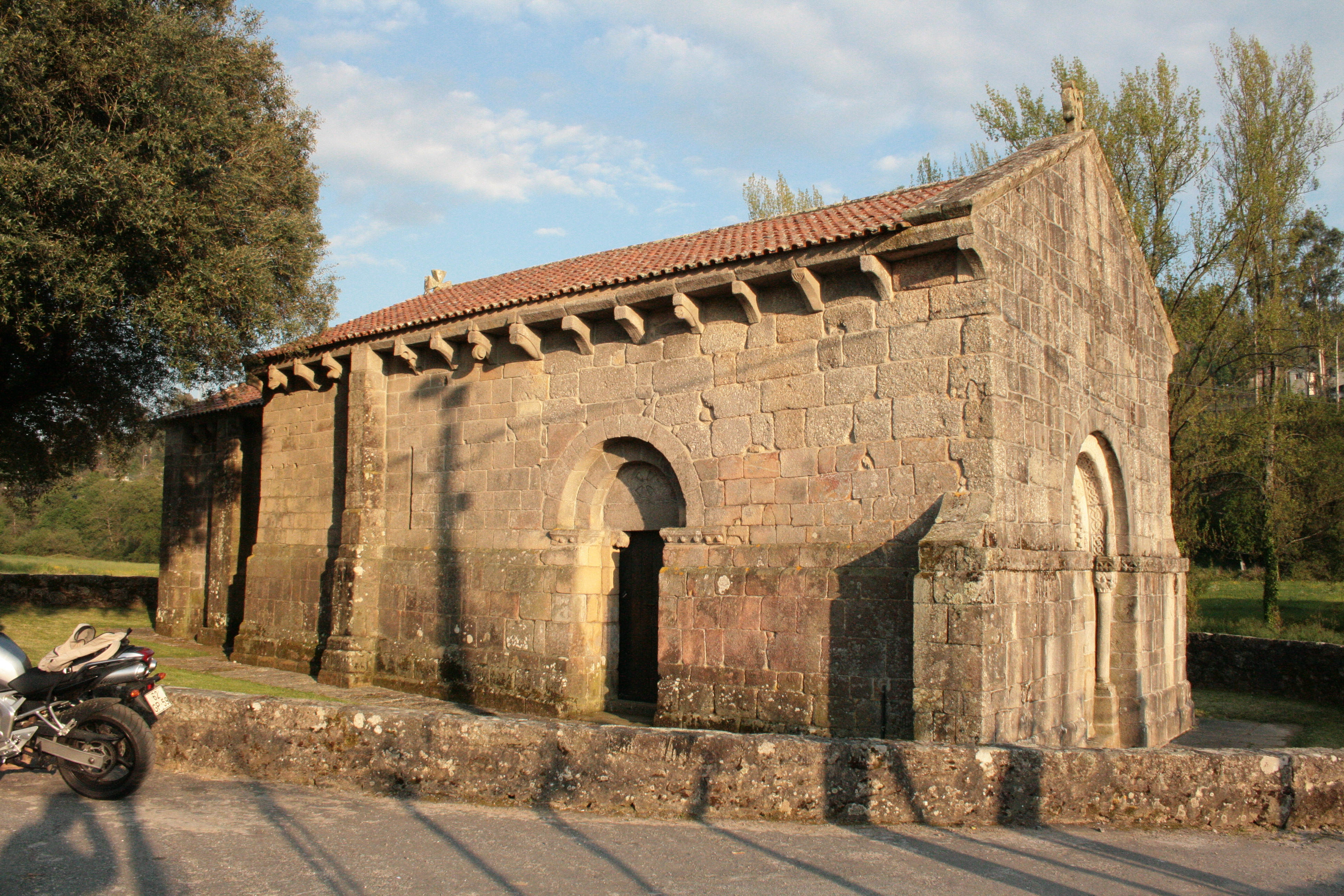
Vista geral da Igreja do Mosteiro de Santa Maria de Arnoso

A Igreja de Santa Eulália do Mosteiro de Arnoso localiza-se na freguesia de Santa Eulália de Arnoso, município de Vila Nova de Famalicão, distrito de Braga, em Portugal.
A Igreja de Santa Eulália do Mosteiro de Arnoso está classificada como Monumento Nacional desde 1938.

## História
O primitivo templo foi fundado no século VII por iniciativa de São Frutuoso, bispo de Dume e de Braga durante a época visigótica, e destruído pelos mouros no século XI.
Foi posteriormente reconstruido por iniciativa de Garcia II da Galiza.

## Características
Em estilo românico, a igreja possui planta longitudinal formada por uma nave com arcos cegos adossados às paredes laterais e capela-mor de dois tramos coberta por abóbada cilíndrica.

A fachada principal tem portal de tímpano vazado em cruz com arquivoltas de arco redondo 

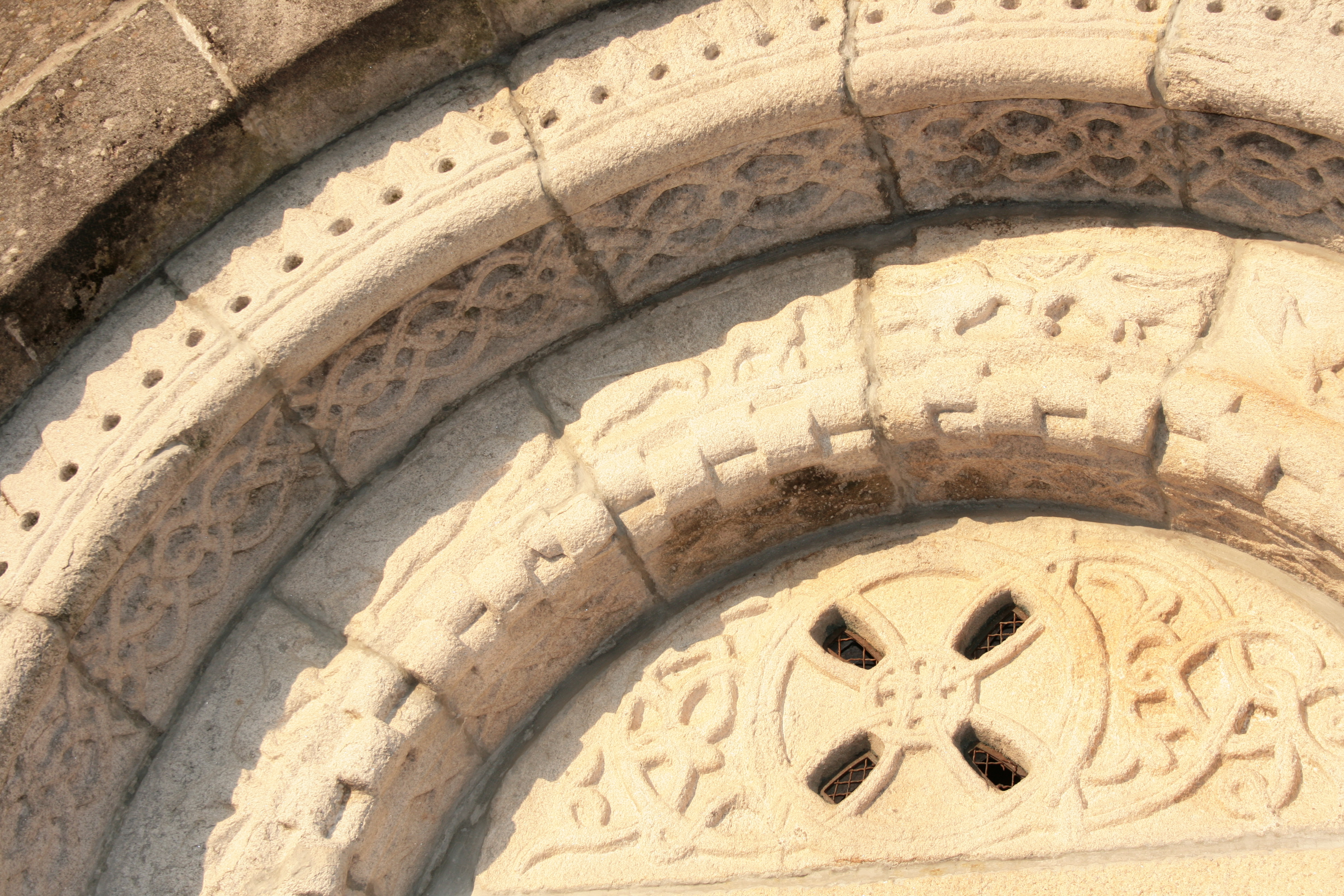
Pormenor do tímpano e dos arcos sobre a entrada principal

 e capitéis profusamente decorados com elementos geométricos, entrelaçados e zoomórficos. 

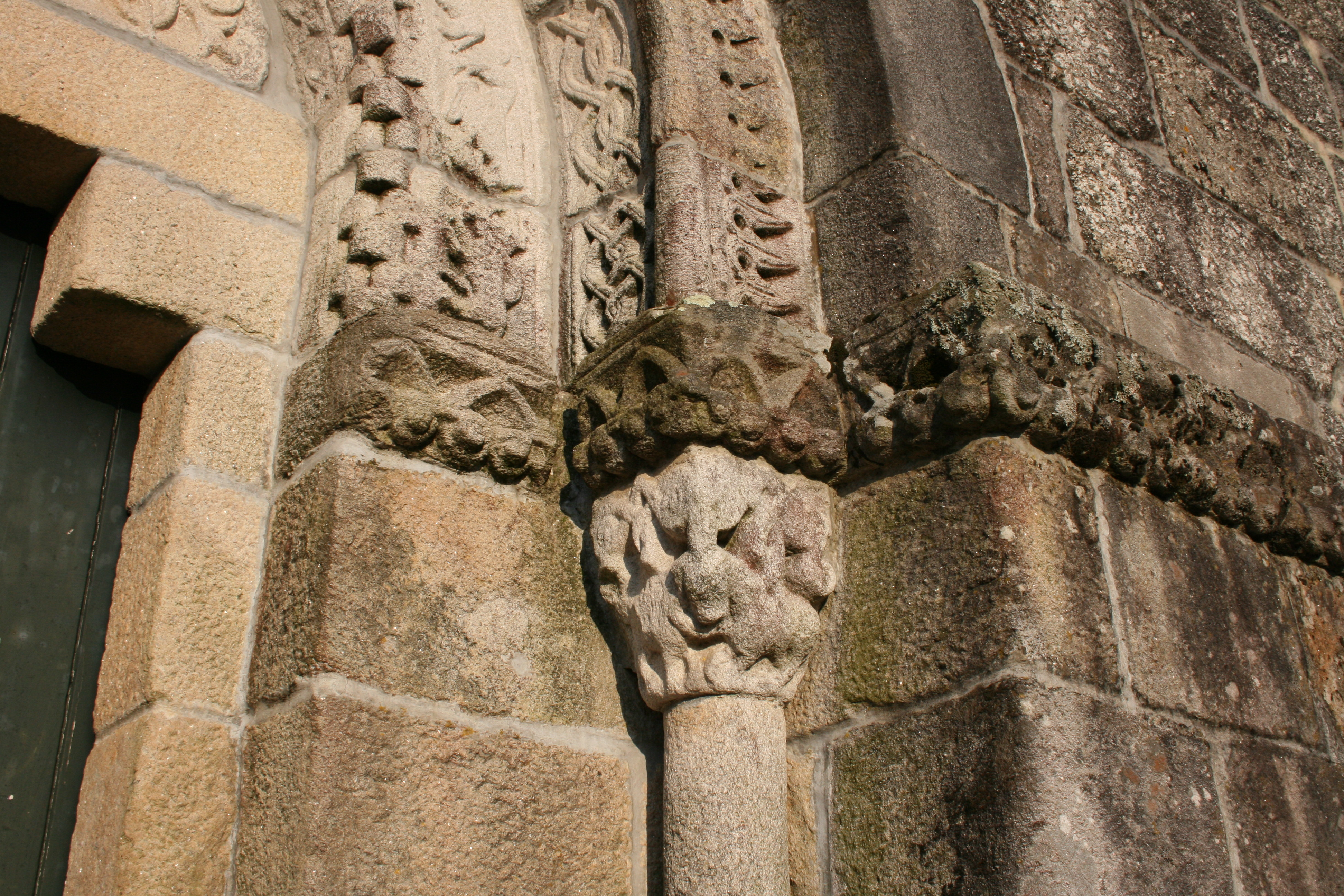
Pormenor do capitel

No interior é de destacar a presença de pinturas a fresco quinhentistas com episódios da vida de Nossa Senhora.
No topo da igreja é possível observar duas cruzes com semelhanças às cruzes celtas.